# Halbe
Halbe là một đô thị thuộc huyện Dahme-Spreewald trong bang Brandenburg, Đức. Đô thị Halbe có diện tích 78,08 km², dân số thời điểm 31 tháng 12 năm 2006 là 2219 người. Halbe nằm gần thủ đô Berlin và Spreewald
Đô thị này có 4 làng: Briesen/Brand with the Tropical Islands Dom, Teurow, Freidorf và Oderin.
Đây là nơi đã diễn ra trận Halbe, xảy ra vào các ngày cuối cùng của thế chiến 2.